# ویتیسلینگن
ویتیسلینگن (به آلمانی: Wittislingen) یک شهر در آلمان است که در بایرن واقع شده‌است.

## خصوصیات
ویتیسلینگن ۱۷٫۴۱ کیلومترمربع مساحت دارد ۴۵۰ متر بالاتر از سطح دریا واقع شده‌است.